# Средняя (Минский район)
Средняя (бел. Сярэ́дняя) — деревня в Минском районе Минской области Республики Беларусь. В составе Шершунского сельсовета.

## География
Расположена в 21 км от Минска.
Пролегает дорога Н-8965.
Ближайшие населённые пункты Довборово, Кукелевщина и др.

## История
В 1858 году деревня имения Мануйлы, 37 жителей мужского пола, во владении Тукалы, в Радошковичской волости Минского уезда. В 1870 году деревня является центром сельской общины, в состав которой входили 6 деревень. В 1897 году 17 хозяйств, 112 человек.
В 1905 году в Радошковской волости Вилейского уезда Виленской губернии.
С февраля по декабрь 1918 года оккупирована войсками кайзеровской Германии. С июля 1919 г. по июль 1920 г. — войсками Польской Республики.
В 1919 году включена в состав БССР. В 1921 году состояла из 21 хозяйства, 130 человек. 20 августа 1924 года деревня включена в состав Шершунского сельсовета Заславского района Минского округа (до 26 июля 1930 г.).
В 1924 году работала начальная школа. В 1926 году в деревне 27 дворов, 152 жителя. С 20 февраля 1938 года в Минской области. В Великую Отечественную войну с конца июня 1941 года до начала июля 1944 года оккупирована немецкими захватчиками, погибли 9 жителей.
С 8 августа 1959 года в Минском районе, с 20 января 1960 года в Роговском сельсовете.
В 1997 году состояла из 16 дворов, 32 жителя, в совхозе «Советский» (центр — д. Шершуны). В 1963 году на братском кладбище 101 партизанской бригады «Штурмовая» поставлен памятник. Возле деревни памятник в честь партизанской бригады "Штурмовая", где в Великую Отечественную войну базировался её штаб.

## Население

### Численность
- 2012 год — 23 жителя

### Динамика
- 1905 год — 113 жителей (63 муж. и 50 жен.)[2]
- 1999 год — 31 житель (перепись населения)
- 2009 год — 20 жителей (перепись населения)[2]
- 2012 год — 23 жителя, 10 дворов

## Достопримечательность
- Братская могила. Установлен памятник.
- Памятник в честь партизанской бригады "Штурмовая", где в Великую Отечественную войну базировался её штаб. Около деревни.